# Aortobifemoralna zaobilaznica
Aortobifemoralna zaobilaznica ili aortobifemoralni bajpas (akronim ABFB) je, još uvek najčešća, hirurška rekonstruktivna vaskularna procedura koja se koristi u lečenju aortolijačne okluzivne bolesti  (od neposredno ispod bubrežnih arterija do femoralnih arterija u preponama), jer je najbolja opcija za ponovno uspostavljanje protok krvi u femoralnoj (butnoj) arteriji noge. Tako je posljednjih 40 godina aortobifemoralna zaobilaznica izdržala test vremena i postala jedna od standardna metoda primarnog hirurškog lečenja aortoilijačne okluzivne bolesti, koju koristi većina vaskularnih kirurga u više od 90% takvih bolesnika. Iako se u početnoj fazi premene ova metda koristila isključivo jednostrano za rekonstrukciju ilijakalnih krvnih sudova, trenutno je poželjna primena obostrane ili aortobifemoralne zaobilaznice, jer je istraživanjima utvrđeno da bolest sa kontralateralna strane obično napreduje, tako da ugradnja bilateralni zaobilaznice eliminiše u budućnosti reviziju jednostrano ugrađene zaobilaznice.
Međutim, postoji još jedan postupak kao alternativa aortobfemoralnoj zaobilaznica, a to je  aksilobifemoralna zaobilaznica koji se se primenjuje u određenim slučajevima, kada je kontraindikovana primena aortobifemoralne zaobilaznice.

## Indikacije
Indikacije za aortobifemoralni bajpas uključuju sedeća stanja:
- Ateroskleroza trbušne aorte ili ilijačnih arterija,[9]
- Prisutnost teških klaudicacijskih simptoma.[10]
- Impotencija
- Nezarastajući čirevi (ulceracije) na donjim udovima.
- Aneurizme aorte koje uključuju iliačne arterije za koje se aortoilijaćna zaobilaznica ne može sigurno izvršiti.[11]
- Akutna okluzija trbušne aorte
- Kritična ishemija udova

Postupak se može kombinovati s revaskularizacijom bubrežne arterije ili superiornom revaskularizacijom mezenterične arterije ako su u tim visceralnim krvnim sudovima prisutne simptomatske stenoze.

## Kontraindikacije
Budući da intervencija zahteva opštu anesteziju i predstavlja obiman i složen zahvat, kontraindikovana je kod pacijenata: 
- koji su jako stari,
- slabi i nepodobni za operaciju,
- koji boluju od  simptomatske srčane bolesti,
- koji su nedavno doživeli moždani udar ili infarkt miokarda,
- trebaju opsežnu preoperativnu obradu.

Osobe koje imaju deformisan trbuh (npr nakon prethodne kolostomije), retroperitonealnu fibrozu ili potkovičast bubreg treba pažljivo obraditi; a operacija može biti vrlo zahtevna u tim uslovima i često je povezana s velikim gubitkom krvi.
Pacijenti u krajnjim stadijumu bubrežne bolesti koji su na dijalizi čine grupu visokog rizičnih pacijenata.

## Komplikacije
Spektar mogućih komplikacija rane nakon aortobifemoralna zaobilaznicaje širok je i obuhvata: 
- hemoragijske (hematom rane, spoljašnje krvarenje),
- limfatične (limfokela, limfokutana fistula),
- infektivne (površna ili duboka infekcija rane),
- „mehaničke” komplikacije, tipa dehiscencije (obično parcijalna separacija devitalizovanih ivica rane, primarno neinfektivne etiologije).

Svi navedeni problemi ometaju i usporavaju zarastanje rane i urastanje grafta, produžavaju i poskupljuju bolničkolečenje, mogu nametnuti hiruršku reviziju. 
Neretko komplikacije se klinički manifestuju tek po otpustu iz bolnice i mogu predstavljati razlog za rehospitalizaciju.
U rukama iskusnih hirurga smrtnost od aortofemoralnog bajpasa je 2—5%. U bolnicama u kojima se operacija ne obavlja redovno smrtnost je mnogo veća. 
Najčešći uzroci smrti nakon operacije su perioperativni infarkt miokarda (MI) i moždani udar. Ostali uzroci smrti uključuju otkazivanje funkcije bubrega i prestanak disanja. Nakon 5 godina smrtnost je 25—30%; a nakon 10 godina smrtnost je 50%.

## Prognoza
Brojne studije otkrile su da se dugoročna prolaznost aortofemoralnog bajpasa — transplantata, kreće od 91% u 5 godina do 80% u 10 godini nakon intervencije.
Stopa prolaznosti zaobilaznice je niža ako se postupak izvodi kod pacijenata sa ishemičnom bolesti u mirovanju, ulceracijama na prstima ili sa postojećom hroničnom bolešću. 
Iako su žene obično sa manjim krvnim sudovima, nema dokaza da su rezultati postupka kod žena lošiji nego kod muškaraca.

## Spoljašnje veze
|  | Molimo Vas, obratite pažnju na važno upozorenje u vezi sa temama iz oblasti medicine (zdravlja). |